# Adolf Schoyer
Adolf Schoyer (* 28. August 1872 in Berlin; † 15. Juni 1961 in Bad Kissingen) war ein deutscher Kaufmann, Unternehmer und Industrieller jüdischer Herkunft.

## Leben

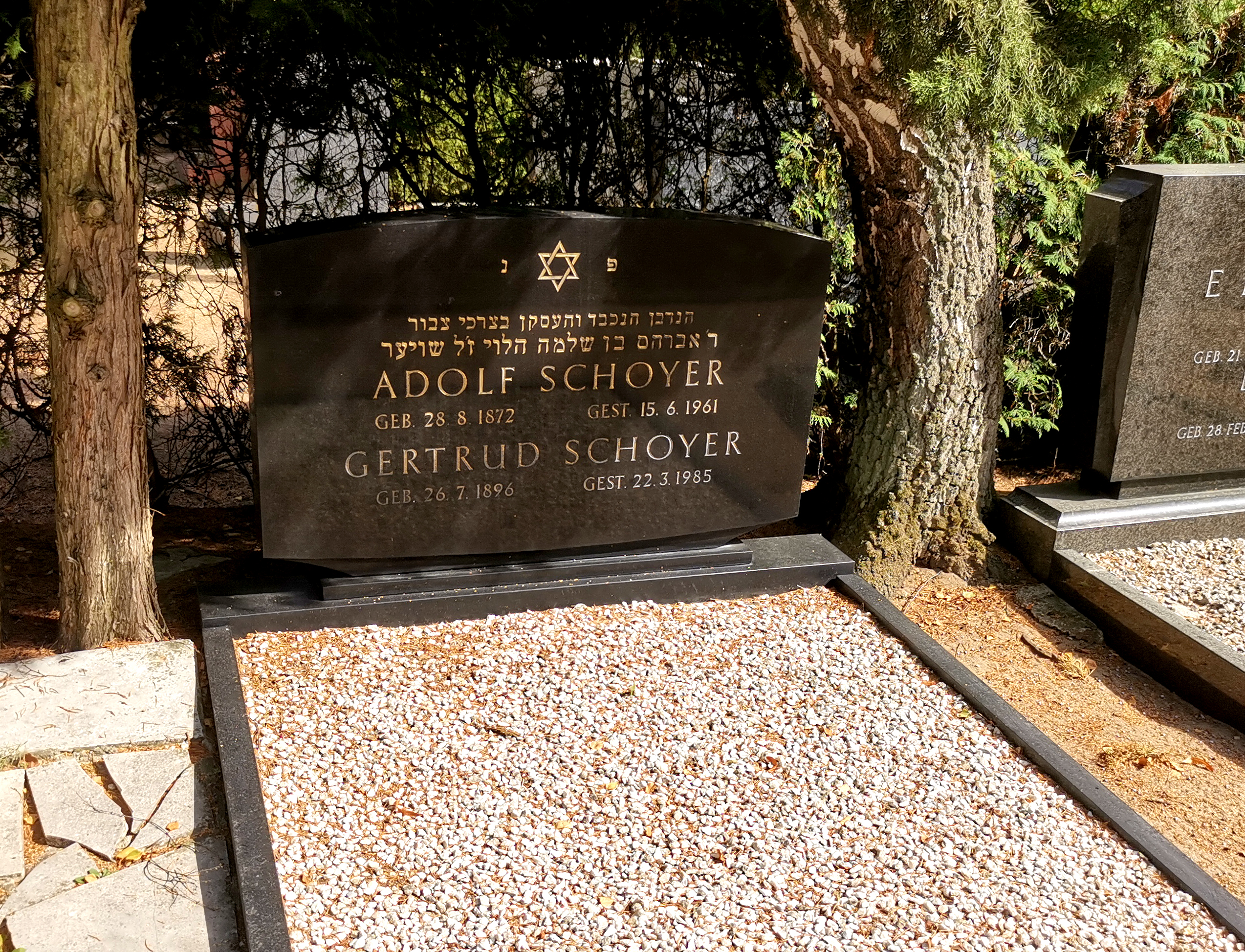
Grab auf dem Jüdischen Friedhof Heerstraße in Berlin-Westend, Ehrenreihe

Schoyer war selbständig im Metall-Großhandel tätig und über sein eigenes Unternehmen hinaus ein einflussreicher Industrieller in Berlin, außerdem Führer der dortigen orthodoxen jüdischen Gemeinde. Er war 1929 Nachfolger von Norbert Levy im Amt des Ersten Vorsitzenden des Vereins Deutscher Metallhändler (VDM) – heute Verband Deutscher Metallhändler – mit Sitz an der Berliner Börse und leitete den Verband bis zur „Machtergreifung“ der Nationalsozialisten. Außerdem war er Vorsitzender des Börsenvorstands der Berliner Metallbörse und Vorsitzender im Verein der am Deutschen Edelmetallgroßhandel beteiligen Firmen. Von 1925 bis 1932 war er außerdem Mitglied der Kaiser-Wilhelm-Gesellschaft. Im Jahr 1938 emigrierte er nach Großbritannien und kehrte 1945 nach Deutschland zurück. Ab 1946 lebte er in West-Berlin.
Nach dem Zweiten Weltkrieg war Schoyer um 1946 Vorsitzender der 1941 von jüdischen Flüchtlingen gegründeten Association of Jewish Refugees (AJR), einer heute internationalen Vereinigung, die sich um Holocaust-Überlebende und Flüchtlinge bemüht. 1957 erhielt er das Bundesverdienstkreuz.
Schoyer starb während eines Kuraufenthalts in Bad Kissingen.